# Lumbricillus arenarius
Lumbricillus arenarius är en ringmaskart som först beskrevs av Wilhelm Michaelsen 1889.  Lumbricillus arenarius ingår i släktet Lumbricillus och familjen småringmaskar. Arten är reproducerande i Sverige. Inga underarter finns listade i Catalogue of Life.